# Trigonella balansae
Trigonella balansae är en ärtväxtart som beskrevs av Pierre Edmond Boissier och Georges François Reuter. Trigonella balansae ingår i släktet trigonellor, och familjen ärtväxter. Inga underarter finns listade i Catalogue of Life.